# Massaga hesparia
Massaga hesparia là một loài bướm đêm trong họ Noctuidae.